# Postville
Postville és una població dels Estats Units a l'estat d'Iowa. Segons el cens del 2000 tenia 2.273 habitants.

## Demografia
Segons el cens del 2000, Postville tenia 2.273 habitants, 792 habitatges, i 548 famílies. La densitat de població era de 421,9 habitants/km².
Dels 792 habitatges en un 32,1% hi vivien nens de menys de 18 anys, en un 56,6% hi vivien parelles casades, en un 8,7% dones solteres, i en un 30,7% no eren unitats familiars. En el 25,5% dels habitatges hi vivien persones soles el 15,9% de les quals corresponia a persones de 65 anys o més que vivien soles. El nombre mitjà de persones vivint en cada habitatge era de 2,78 i el nombre mitjà de persones que vivien en cada família era de 3,17.
Per edats la població es repartia de la següent manera: un 25,7% tenia menys de 18 anys, un 9,8% entre 18 i 24, un 28,1% entre 25 i 44, un 19,5% de 45 a 60 i un 16,9% 65 anys o més.
L'edat mediana era de 35 anys. Per cada 100 dones de 18 o més anys hi havia 97,8 homes.
La renda mediana per habitatge era de 32.667 $ i la renda mediana per família de 40.125 $. Els homes tenien una renda mediana de 22.083 $ mentre que les dones 16.596 $. La renda per capita de la població era de 14.264 $. Entorn del 9,4% de les famílies i el 12,7% de la població estaven per davall del llindar de pobresa.

## Poblacions més properes
El següent diagrama mostra les poblacions més properes.